# Гарифуна

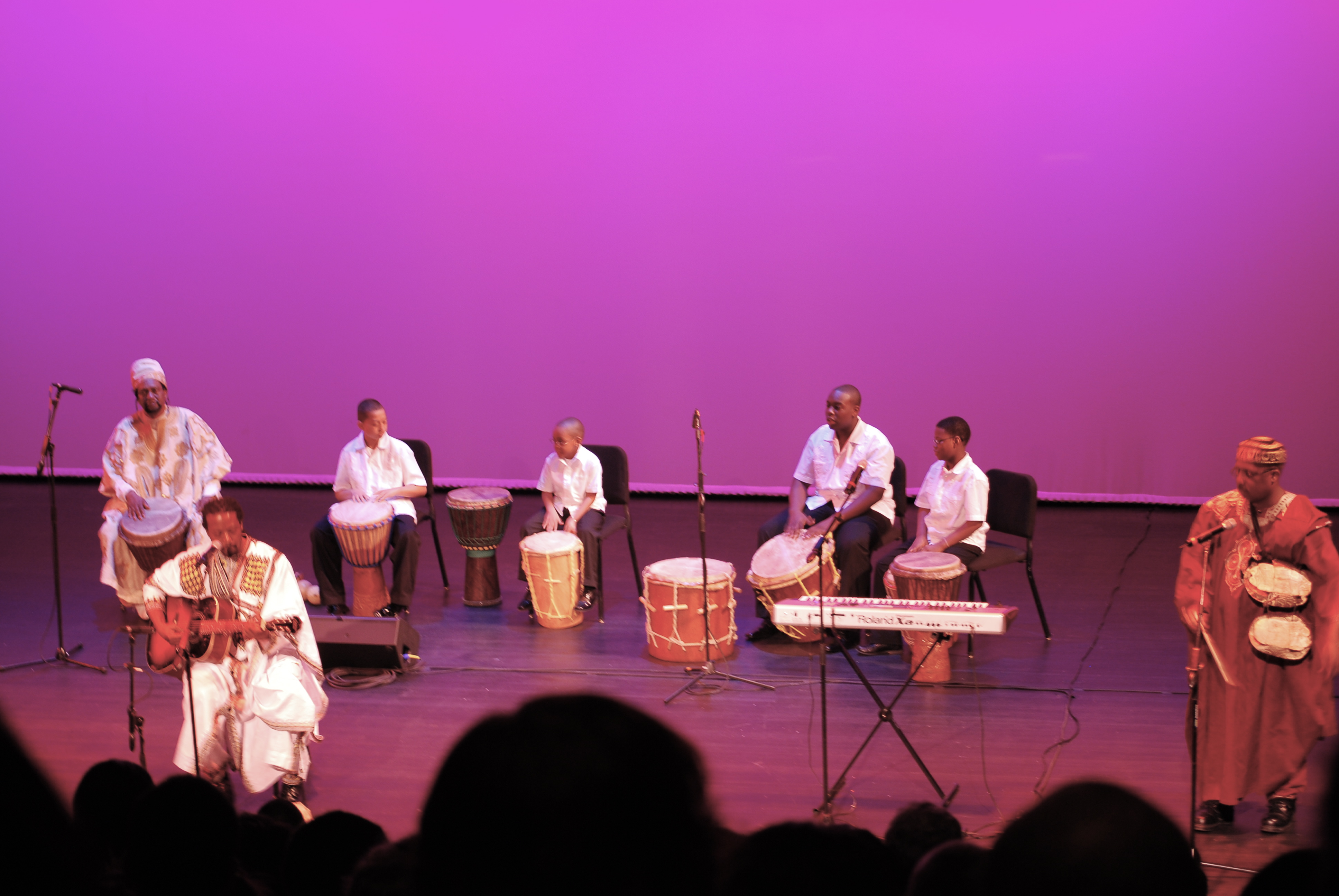
Перформанс гарифуна у Бліс-центрі, Беліз

Гарифу́на (гарифона, гарифу, гариби, гаринагу, карибу, чорні кариби, самоназва ґаринаґу є формою множини від гарифуна) — народ на Карибському узбережжі Центральної Америки та на островах Карибського моря. Гарифуна змішаного походження корінних карибських і африканських груп. Вони оселилися вздовж Атлантичного узбережжя Центральної Америки (Гондурас, Гватемала, Нікарагуа та Беліз) після того, як були змушені тікати з карибського острова Сент-Вінсент у вісімнадцятому столітті. 
60 % гарифуна — католики, є протестанти (англікани та методисти), прихильники синкретичних вірувань.

## Мова
Розмовляють мовою гарифуна та-майпурської групи приморської гілки аравацьких мов, писемність на основі латинської абетки. Поширена також іспанська мова, в Белізі та Нікарагуа — англо-креольські мови. 

## Історія
Гарифуна — нащадки карибів (каліпуна), які жили на острові Сент-Вінсент (як і на інших Малих Антильських островах) та змішались з корінними мешканцямиараваками (засвоївши їхню мову), та неграми, які потрапили на острів в 1635 році з іспанських невільничих кораблів, що зазнали кораблетрощі. Пізніше на острів переселились групи вест-індських негрів з Барбадосу, Сент-Люсії та ін.
На культуру гарифуна вплинули також французькі переселенці Сент-Вінсента. Вождь гарифуна Чатуайє в союзі з французами воював з англійськими колонізаторами (т. зв. 2-га Карибська війна), в 1797 частину вцілілих від винищення гарифуна вивезені англійцями на о. Роатан біля берегів сучасного Гондурасу, звідки скоро розселились по берегах Центральної Америки; заснували поселення на території сучасних міст Лівінгстон, Пунта-Горда, Дангрига. Інша частина — т. зв. «жовті кариби», які були більш схожі на індіанців, були залишені англійцями на о. Сент-Вінсент і дожили до наших днів.
Основне традиційне заняття — морське рибальство; вирощують маніок, кукурудзу, рис, банани, розвинено відхідництво, багато живуть в містах. Основна їжа — маніокові коржі, рис, риба. Традиційна сім'я — велика материнська. Африканські та індіанські традиції зберігаються в релігії (ритуали на честь предків під керівництвом шамана-буйае та ін.), музиці (танцювальний жанр пунта, театралізований танець чарикаві, чоловічі та жіночі пісні та ін.); основні музичні інструменти — ансамбль з 3 барабанів та гітари. В Гватемалі, Белізі, Сент-Вінсенті й Гренадинах борються за свої права та збереження традиційної культури.

## Населення
Чисельність в Гондурасі (125 тис. чол. — 2006, оцінка), Гватемалі (25 тис. чол.), Белізі (в р-ні м. Пунта-Горда та Дангрига — 16 тис. чол.), Нікарагуа (2,5 тис. чол.), Гваделупі (3,3 тис. чол.), Сент-Вінсенті й Гренадинах (2,4 тис. чол.); невеликі групи живуть в США (м. Лос-Анджелес, Новий Орлеан, Нью-Йорк).